# Amblyomma fuscum
Amblyomma fuscum (лат.) — вид клещей рода Amblyomma из семейства Ixodidae. Южная Америка: Бразилия (Sao Paulo, Santa Catarina, Rio Grande do Sul, Pernambuco). Желтовато-коричневые. Самцы: длина идиосомы 3,40–4,84 мм; длина гнатомсомы 1,22–1,60 мм. Самки: длина идиосомы 4,60–6,12 мм; длина гнатомсомы 1,62–1,94 мм. Паразитируют на млекопитающих (броненосцы и лисы) и пресмыкающихся (удавы, ящерицы). Личинки и нимфы не описаны. В 2005 году подтверждена валидность таксона в ходе электронно-микроскопического исследования и полного переописания вида. Впервые вид был описан в 1907 году французским паразитологом Louis Georges Neumann (1846–1930) по пяти экземплярам, найденным на удаве Boa constrictor. В 2007 обнаружены на ящерицах вида Tupinambis teguixin.